# Strigoderma orbicularis
Strigoderma orbicularis är en skalbaggsart som beskrevs av Hermann Burmeister 1855. Strigoderma orbicularis ingår i släktet Strigoderma och familjen Rutelidae. Inga underarter finns listade i Catalogue of Life.